# Эгреши, Бени
Бени Эгре́ши (венг. Egressy Béni, урожд. Веньямин Галамбош (венг. Galambos Benjámin); 21 апреля 1814, Казинцбарцика — 17 июля 1851, Пешт) — австрийский венгерский актёр, пианист и композитор.

## Биография
Родился в семье протестантского пастора. Учился в школе в Мишкольце и Шарошпатаке, некоторое время работал учителем. На сценах Кошице и Клаузенбурга дебютировал в 1834 году, как и его брат Габор, однако одновременно изучал теорию музыки и языки. В 1837 году стал актёром Национального театра в Праге. В 1838 году отправился для изучения музыки и пения в Италию. С 1843 года служил певцом в Национальном театре Пешта.
Во время революции 1848 года сражался на стороне восставших против австрийских властей, в сентябре 1849 года получил звание лейтенанта. После поражения революции был амнистирован и вернулся на сцену. Большую часть жизни прожил в Пеште, скончался в возрасте 37 лет от болезни лёгких.
Его сочинения для фортепиано, а также и для пения оценивались как «лёгкие». Они написаны по большей части на народные венгерские песни. Бени Эгреши прежде всего известен как соавтор песни «Призыв» на стихи Михая Вёрёшмарти, ставшей неофициальным гимном Венгрии. Эгреши также писал либретто, например, для оперы «Бан Банк» Ференца Эркеля.